# El rancho'e la Cambicha
El rancho'e la Cambicha es una conocida canción del folklore argentino, escrita por Mario Millán Medina. Fue el primer tema del género musical rasguido doble que tuvo amplia difusión. Fue también la primera canción folklórica que obtuvo un éxito masivo, con la interpretación de Antonio Tormo en 1950. Con ella se inicia el período conocido como el boom del folklore en la música popular de Argentina.

## Historia

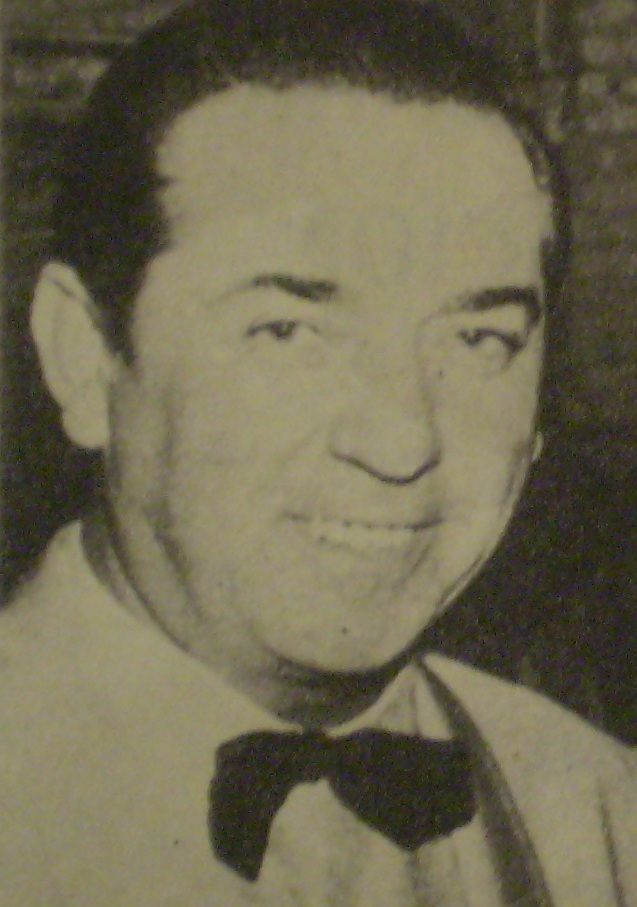
Antonio Tormo

Antonio Tormo la lanzó en 1950, vendiendo cinco millones de unidades, cifra nunca superada. Allí se inició el "boom del folclore" en Argentina. Su última versión la realizó junto al grupo de rock Karamelo Santo.
Fue compuesta y grabada en disco en un momento en el que la música folklórica argentina resultaba cada vez más popular, en el marco de grandes transformaciones socioeconómicas, caracterizadas por un amplio proceso de industrialización con centro en Buenos Aires, que impulsó una gran ola de migración interna a partir de 1930, del campo a la ciudad y de las provincias (interior) a la Capital. De hecho, en aquel 1950 el tango resultó postergado en las ventas, por primera vez, por una canción popular proveniente del folklore.
El tema fue compuesto por Mario Millán Medina  (1913-1977), un cantante, guitarrista y prolífico compositor correntino, que se distinguió por el humor que incluía en sus composiciones, por lo que se le considera creador del chamamé festivo. Además de «El rancho'e la Cambicha», su canción de mayor éxito, compuso otros temas que alcanzaron la difusión masiva, habiendo sido el primero de ellos "El recluta" (1940), y luego "La guampada", "El sargento Sapo", "Mi ponchillo colorado", "Fortín solo", "Caraícho", "El burro", etc.  
Antonio Tormo (1913-2003) era un cantante mendocino que ya en la década de 1930 había obtenido reconocimiento con el dúo Tormo-Canales, primero, y después con La tropilla de Huachi Pampa de Buenaventura Luna, entre 1937 y 1942. En 1949 obtuvo un gran éxito con la canción "Amémonos", de la que vendió un millón de copias.
Tormo, era llamado en ese entonces el Cantor de las Cosas Nuestras (aunque también se referían a él como el Cantor de los Cabecitas Negras) y sería reconocido como el "inventor del folklore de masas".

Yo me transformé en el vocero del cabecita; del chico provinciano que venía a Buenos Aires a trabajar.
Antonio Tormo (2002)

La idea de que Tormo cantara un chamamé provino de la compañía discográfíca. Este nunca había cantado ese estilo musical y, aunque estrictamente «El rancho'e la Cambicha» no es un chamamé sino un rasguido doble, por su inconfundible aire litoraleño se lo suele incluir en esa denominación general.

Fui a esa editorial y ya me iba, y me dice una de las mujeres: "Mario, fijate ahí que hay unos paquetes, unas cosas de chamamé". Entonces lo bajó y le pasó el plumero porque estaba lleno de tierra y comencé a mirar. Si, eran chamamés; muchos. Comenzamos a hojear y vi el nombre de éste: "El rancho'e la Cambicha"... Y comencé a leer la letra y era una cosa que yo había vivido... Es un cuadro, es real.
Antonio Tormo (1997)

Se vendieron cinco millones de discos, un récord nunca superado en Argentina, una cantidad que prácticamente implicaba que todos los hogares con tocadiscos habían comprado un ejemplar. Armando Tejada Gómez, comprovinciano de Tormo, ha dicho que "inventó el folklore de masas".

Sinceramente nunca creí que El rancho'e la Cambicha me daría tanta plata. Nunca creí que iba a ser un éxito tan grande, que iba a significar tanto para la gente. Pero este tipo de sorpresas son las que nos brinda esta carrera que amo profundamente.
Antonio Tormo.

A partir del golpe de Estado militar que derrocó al presidente Juan D. Perón en 1955, Tormo fue incluido en una lista negra y marginado de los medios de comunicación durante casi 30 años. En 1997 León Gieco rescató la obra de Antonio Tormo, abriendo el regreso del cantor a los medios masivos, con un álbum titulado 20 y 20, cuyo significado se explica en la portada:

Hace 50 años, los obreros que habían llegado del interior para trabajar en Buenos Aires —los «descamisados» de Evita— eran popularmente llamados "20 y 20", porque destinaban 20 centavos para una porción de pizza, y otros 20 para escuchar, en las fonolas de los bares y los restaurantes populares, un disco de Antonio Tormo.

## Letra

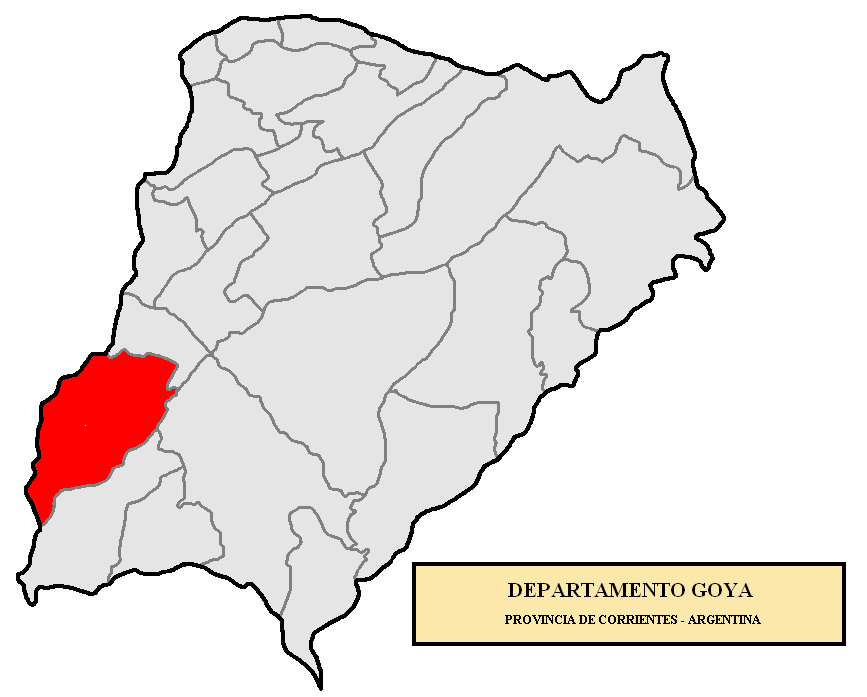
Ubicación de Goya dentro de la provincia de Corrientes. El rancho de la Cambicha se encontraba en las afueras del pueblo.

La letra de la canción está plena de palabras, situaciones y elementos característicos de las provincias de la Mesopotamia argentina. El autor adopta la identidad de un campiriño, gaucho o trabajador rural correntino, de la zona de Goya, en el suroeste de la provincia de Corrientes, cerca del límite con Entre Ríos de donde era oriundo el propio Millán Medina. 
El gaucho relata su preparación y expresa su excitación frente al hecho de que «esa noche habrá baile en el rancho de la Cambicha». La Cambicha, según cuenta el propio Millán Medina en la versión de la canción grabada en 1953, era una payesera, es decir una hechicera, que tenía su rancho en las afueras del pueblo; Emilio Noya, en su libro Historiando cantares, cuenta que se trata de Cambicha Moreyra, quien regenteaba en la década de 1940 un boliche en las afueras de Goya, que Virginia Ibarrola, la viuda de Millán Medina, precisó que se encontraba frente a la casa de su abuelo.
"Cambicha" es un diminutivo cariñoso y femenino equivalente a Negrita, que proviene de la palabra cambá, término guaraní para designar a las personas de piel oscura o negra.
La letra describe con realismo el ambiente festivo y picaresco del baile, que se realizará esa noche y que el relator describe imaginándolo y anticipándose al mismo. En la primera parte de la canción se refiere al baile mismo, describiendo la forma en que los entrerrianos (los tagüé) bailan el chamamé ("chamamé milongueado", "troteando despacito"), haciendo mención al sobrepaso, uno de los pasos característicos del chamamé. 
En la segunda parte, se refiere detalladamente a la vestimenta que usará: camisa planchada ("camisa 'e plancha"), bombacha bataraza característica del hombre de campo argentino, pañuelo celeste al cuello, faja roja, alpargatas y sombrero de ala (bien aludo) en cuyo cintillo colocará una flor. Como remate el gaucho llevará al baile un frasco de Agua Florida (Florida Water), la mundialmente famosa agua perfumada de origen estadounidense, con el fin de rociar con ella a las jóvenes (las guainas); y un paquete de pastillas, para convidar. Su expectativa entonces es llegar a bailar esa noche "con la dama más mejor".
En el estribillo, la letra se refiere a las bromas y la alegría de la fiesta ("van a estar lindas las chanzas"), incluyendo la expresión "ja ja ja ja" como segundo verso —elemento que caracteriza la canción al ser interpretada—, y a continuación menciona la seducción que esa noche desplegará ("le hablaré lindo a las guainas para hacerlas suspirar").

## Música
La canción dio difusión al rasguido doble, litoraleña o sobrepaso, un típico estilo correntino, de raíces africanas, que su creador, Millán Medina, desarrolla observando la forma en la que los entrerrianos bailaban e interpretaban el chamamé.
Se trata de un estilo musical profundamente influenciado por el tango, a tal punto que a veces se los confunde o se habla de que el rasguido doble es un tango mal tocado. En sus influencias más inmediatas se encuentra el fado o fadinho portugués, que se encontraba de moda en las áreas fronterizas de Brasil, y el llamado tanguito montielero, un estilo folklórico entrerriano y campesino, originado para ser interpretado en acordeón o cordiona verdulera.
En la misma letra de la canción, Millán Medina define al rasguido doble como "chamamé de sobrepaso, tangueadito" y "troteadito", aludiendo al ritmo del estilo. La denominación de "rasguido doble" que le coloca el propio Millán Medina, lo toma del modo de ejecutar la guitarra para interpretarlo, similar a la interpretación tanguera, semicorchea-corchea-semicorchea en el primer pie y dos negras en el segundo, ambos acentuados en el primer tiempo.
No resulta inhabitual que «El rancho'e la Cambicha» —y el rasguido doble en general—, sean incluidos en la categoría de chamamé. Estrictamente la identificación del rasguido doble con el chamamé constituye un error, pues se trata de géneros musicales distintos. Sin embargo dicha identificación suele obedecer al hecho de tratarse de música litoraleña, dominada por el chamamé, razón por la cual suele utilizarse esta última denominación para hacer referencia a la música característica de esa región.

## Versiones

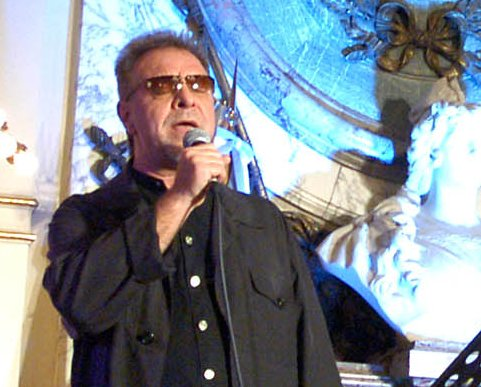
En 1997, León Gieco grabó «El rancho'e la Cambicha» a dúo con Antonio Tormo, cuando éste tenía 83 años.

La versión clásica es la de Antonio Tormo, cuyo nombre ha sido asociado a la canción. La interpretación histórica de Tormo, grabada en 1950  es realizada solo con acompañamiento de tres guitarras. Tormo, que era mendocino, nunca había cantado un chamamé y adopta intencionalmente un tono correntino que le otorga a su interpretación un amable clima festivo y que constituye uno de los aciertos de su interpretación. Tormo sostiene que la suya fue la primera grabación del tema y que también le agregó la carcajada al estribillo ("ja, ja, ja, ja, ja"), una de las características más destacadas y populares de la canción.
Luego del golpe de Estado que derrocó al presidente Juan D. Perón en 1955, Tormo fue incluido en una lista negra y marginado de los medios de comunicación durante casi 30 años. De todos modos en esos años es posible encontrar el tema reproducido en algunas recopilaciones.
En 1952 la canción integró la banda de sonido de la película estadounidense Way of a gaucho (Martín, el gaucho), dirigida por Jacques Tourneur y protagonizada por Rory Calhoun, Gene Tierney y Richard Boone. La versión es de Sol Kaplan, quien entre otras bandas de sonido compuso las de Kangaroo (1952), Titanic (1953) y Niágara (1953). El tema volvió a ser incluido en el film El último cowboy (1954), una comedia argentina que satiriza los westerns dirigida por Juan Sires, en la que «El rancho'e la Cambicha» es cantada en inglés.
Otra versión importante es la que realizó su autor, Mario Millán Medina. La primera fue grabada el 3 de septiembre de 1953 en disco simple por Mario Millán Medina y su conjunto, y ha sido incluida en varios álbumes, como Grandes éxitos de Mario Millán Medina (EMI-Odeón, 1975) y Mario Millán Medina y su conjunto-Sus grandes éxitos (DBN-EMI, 2006). La interpretación de Millán Medina le otorga un papel muy importante al acordeón, con las guitarras de fondo rítmico, y está precedida de un gracioso diálogo entre campiriños o gauchos correntinos, que hablan del "chamigo Millán Medina" y su deseo de ir a bailar esa noche "al rancho más divertido... (el de) la Cambicha".
Una interesante versión instrumental es la que realizan el trombonista Abelito Larrosa Cuevas y el guitarrista Mateo Villalba en el álbum Juntata linda en el litoral (1987), en la que se destaca la carcajada interpretada con el trombón.
En 1997 León Gieco invitó a Tormo, entonces con 83 años, a realizar un álbum en forma conjunta que se tituló 20 y 20 (1998), cuyo primer tema es «El rancho'e la Cambicha», que cantan ambos a dúo. El acompañamiento instrumental está realizado por dos guitarras (Domingo Tejada y Daniel Corrado), arpa (Roberto Tito Uballes) y guitarrón (Carlos Aguilar).
En 1998, Antonio Tormo interpretó la canción por televisión, en el microprograma musical Este amigo del alma, del músico Lito Vitale, en su versión clásica acompañado de tres guitarras.
En el año 2001 Antonio Tormo grabó una versión de la canción junto al grupo de rock Karamelo Santo, que hasta 2019 permanecía inédita.